# Domenico Piraino
Domenico Piraino (né à Milazzo le 17 mars 1801, mort à Messine le 11 janvier 1864) est un homme politique italien.

## Biographie
Domenico Piraino est membre du gouvernement provisoire de l'île de la Sicile en 1848 et gouverneur de Messine pendant toute la période du siège qui dure seize mois.
Piraino est un farouche adversaire avec Giuliano Onofrio, tous deux membres du Comité d'action peloritano.
Depuis Messine, il encourage l'initiative du comité Saint Eufemia avec la promesse d'envoyer des armes et des hommes, mais après un recrutement qui a commencé dans la province, le gouvernement provisoire de Saint Eufemia est dissous le 4 juillet 1848.
Il est secrétaire d'État aux Affaires étrangères et du Commerce, puis préfet de Messine sous le gouvernement dictatorial de Garibaldi en 1860. Il est élu sénateur en 1861 mais ne peut faire acte de présence au sénat, à l'exception de quelques jours à la fin d'une session de l'été 1862.
Il est enterré dans le sanctuaire San Francesco di Paola à Milazzo.

## Sources
- (it) Cet article est partiellement ou en totalité issu de l’article de Wikipédia en italien intitulé « Domenico Piraino » (voir la liste des auteurs).